# Corisco
Cristino Gomes da Silva Cleto, mais conhecido como Corisco (Água Branca, 10 de agosto de 1907 – Barra do Mendes, 25 de maio de 1940), foi um cangaceiro do bando de Lampião. Também era conhecido como "Diabo Louro".

## Biografia

### Ingresso no cangaço
Aos 17 anos, em uma briga de rua, Corisco matou um homem que era protegido do coronel da cidade de Água Branca. Temendo ser punido e sem ter para onde ir, tomou a decisão de aliar-se ao bando do cangaceiro Lampião.
Era conhecido por sua beleza, seu porte físico atlético e cabelos longos, que o deixavam com uma aparência agradável, além da força física muito grande. Por estes motivos foi apelidado de Diabo Louro, quando entrou no bando de Lampião.
Com a divisão do bando de Lampião, uma das estratégias para fugir da perseguição policial, Corisco formou seu próprio grupo, tornando-se seu líder.
Em julho de 1938, a polícia alagoana matou e degolou onze cangaceiros que se encontravam acampados em um local conhecido como Grota do Angico, no município de Poço Redondo, em Sergipe. Entre eles encontravam-se Lampião e Maria Bonita. Corisco, ao receber essa notícia, resolveu se vingar furiosamente. Dirigiu-se até a Fazenda Patos, matou e degolou Domingos Ventura e mais seis pessoas da família do fazendeiro acusado de delatar o bando à polícia. Corisco ordenou a um fazendeiro local que levasse as cabeças para o tenente João Bezerra e dissesse que eram para ele "fazer uma fritada". Porém, Corisco assassinou as pessoas erradas. Os culpados por delatar Lampião e seu bando à polícia foram Pedro de Cândido e seu irmão Durval Rosa

### Morte
Em 1940, o governo Vargas promulgou uma lei concedendo anistia aos cangaceiros que se rendessem. Corisco e sua mulher Dadá já haviam decidido deixar o cangaço desde 1939, quando no ano seguinte estavam em Barra do Mendes, na Bahia, em um povoado denominado Fazenda Pacheco. O casal repousava em uma casa de farinha após almoçarem. O ataque foi comandado pela volante de Zé Rufino, juntamente com o tenente José Otávio de Sena. Corisco foi surpreendido, mas não se entregou, dizendo a Rufino que não era homem de se entregar. Foi metralhado na barriga, deixando seu intestino fora do abdômen, ainda vivendo por dez horas depois da rajada de tiros. Dadá, atingida na perna, precisou amputar o membro. Com as mortes de Lampião e Corisco, o cangaço nordestino enfraqueceu-se e acabou se extinguindo.
Corisco foi enterrado no cemitério da Consolação, em Miguel Calmon, na Bahia. Sua cabeça ficou exposta durante 30 anos no Museu Nina Rodrigues, ao lado das cabeças de Lampião e Maria Bonita. Porém seus restos mortais foram exumados e cremados a mando de seu filho Silvio Bulhões, e suas cinzas jogadas no mar.

### Vida pessoal

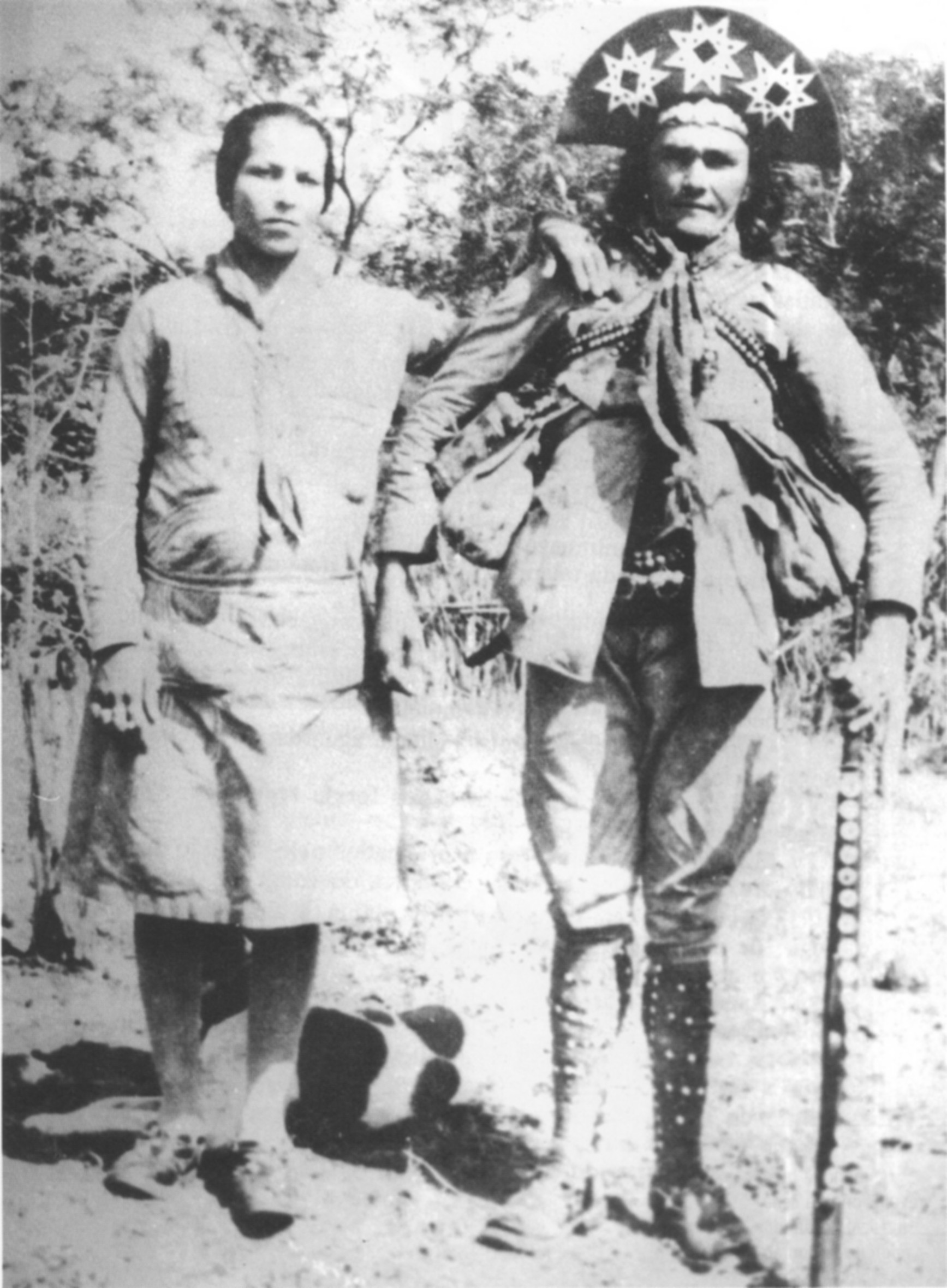
Dadá e Corisco

Corisco sequestrou Sérgia Ribeiro da Silva, a Dadá, quando ela tinha apenas treze anos. Mais tarde, de ódio, Corisco passou a ser seu grande afeto. Ele a ensinou a ler, escrever e usar armas. Corisco permaneceu com ela até no dia de sua morte. Os dois tiveram sete filhos, mas apenas três deles sobreviveram.

## Representações na cultura
- A vitalidade, energia e violência de Corisco fascinou Glauber Rocha e inspirou o seu filme Deus e o Diabo na Terra do Sol. Corisco foi interpretado por Othon Bastos.
- Em 1969 foi lançado o filme Corisco, O Diabo Loiro de Carlos Coimbra, Corisco foi interpretado por Maurício do Valle, o mesmo que interpretou Antônio das Mortes, assassino de Corisco em Deus e o Diabo na Terra do Sol.[6]
- Em 1982, foi exibida a minissérie Lampião e Maria Bonita, na Rede Globo. Corisco foi interpretado por Sílvio Correia Lima e Dadá por Lu Mendonça.
- Em 1996 foi lançado o filme Corisco & Dadá, que conta a história do casal. O filme foi protagonizado por Chico Diaz e Dira Paes.
- Em 2023, foi representado por Luisinho 28 no carro Abre Alas do desfile da Imperatriz Leopoldinense sobre Lampião.